# تومي يونغ
تومي يونغ (بالإنجليزية: Tommy Young)‏ (24 ديسمبر 1947 بغلاسكو في المملكة المتحدة - ) هو لاعب كرة قدم بريطاني في مركز الوسط. لعب مع نادي ترانمير روفرز لكرة القدم ونادي روذرهام يونايتد ونادي فالكيرك ونادي رانكورن هالتون.